# Boro-Ulo
Boro-Ulo (Boroulu, Boroulo, Boro Ulu) ist eine osttimoresische Aldeia im Suco Manetú (Verwaltungsamt Maubisse, Gemeinde Ainaro). 2015 lebten in der Aldeia 35 Menschen. Durch Verschiebung der Grenzen dürfte die Einwohnerzahl seitdem deutlich gestiegen sein.

## Geographie und Einrichtungen
Boro-Ulo liegt im Nordosten des Sucos Manetú. Westlich befindet sich die Aldeia Russulau und südwestlich die Aldeia Dau-Lelo. Im Nordwesten grenzt Boro-Ulo an den Suco Manelobas und im Osten und Süden an das Verwaltungsamt Turiscai (Gemeinde Manufahi) mit seinem Suco Aitemua, in den Boro-Ulo weit hineinragt. Es ist ein Kuriosum, dass der Sitz des Sucos Aitemua in Boro-Ulo liegt, und auch die Grundschule trägt den Namen des Nachbar-Sucos.
Der Ort Boro-Ulo mit diesen Einrichtungen liegt im Osten der Aldeia und ist mit einer Straße gut an Aitemua angebunden. Weiter westlich befinden sich verstreut nur einzeln stehende Häuser.

## Geschichte
Während des Bürgerkrieges 1975 kam es im Suco Manetú zu Gefechten zwischen FRETILIN-Kämpfern aus Turiscai und UDT-Kämpfern aus Ermera. In Manetú unterstützte die Mehrheit der Bevölkerung die FRETILIN, während der Liurai ein UDT-Anhänger war. Am Grenzfluss zu Turiscai, einem Nebenfluss des Aicocai, ermordeten FRETILIN-Kämpfern bei Boro-Ulo einen Dorfeinwohner, weil er für den Liurai von Manetú gearbeitet hatte.